# Julia Ransom
Julia Ransom (* 4. Februar 1993 in Kelowna) ist eine ehemalige kanadische Biathletin.

## Karriere
Julia Ransom startet für die Canmore Nordic. Sie gab ihr internationales Debüt im Rahmen der Juniorenrennen der Sommerbiathlon-Weltmeisterschaften 2009 in Oberhof. Dort belegte sie die Plätze 24 im Sprint und 19 der Verfolgung in den Crosslauf-Wettbewerben und wurde auf Skirollern 35. des Sprints und im Verfolger schied sie als überrundete Läuferin aus. Es folgten die Biathlon-Juniorenweltmeisterschaften 2010 in Torsby, wo sie als Elfte des Einzels knapp die Top Ten verpasste, 16. des Sprints und 23. des Verfolgungsrennens wurde. Mit der kanadischen Staffel wurde er sie an der Seite von Rose-Marie Côté und Audrey Vaillancourt Vierte und verpasste damit knapp eine Medaille. Ein Jahr später erreichte sie in Nové Město na Moravě die Ränge 36 im Einzel, 51 im Sprint, 47 in der Verfolgung und mit Rose-Marie Côté und Sarah Beaudry acht im Staffelrennen. 2012 nahm Ransom in Kontiolahti zum dritten Mal an einer Junioren-WM teil und erreichte in allen vier Rennen einstellige Platzierungen. Im Einzel wurde sie Achte, Fünfte des Sprints und gewann hinter Grete Gaim die Silbermedaille im Verfolgungsrennen. Im Staffel erreichte sie dieselbe Platzierung in derselben Aufstellung wie im Jahr zuvor.
In der Saison 2012/13 debütierte Ransom in Canmore bei den Frauen im Biathlon-NorAm-Cup. In ihrem ersten Sprint musste sie sich nur Claude Godbout, der Gesamtsiegerin der Rennserie aus dem Vorjahr, geschlagen geben und gewann das darauf basierende Verfolgungsrennen. Gegen Ende 2012 bestritt sie auch ihre ersten Rennen im Skilanglauf-Nor-Am-Cup. Bestes Ergebnis in der Rennserie ist bislang ein vierter Rang über 10 Kilometer Freistil in Vernon.
Gegen Ende der Saison 2017/18 verkündete Julia Ransom ihren Rücktritt vom Leistungssport, um sich auf ihr Medizinstudium zu konzentrieren. Ihr letztes Rennen bestritt sie am 18. März 2018 am Holmenkollen in Norwegen.

## Statistiken

### Weltcupplatzierungen
Die Tabelle zeigt alle Platzierungen (je nach Austragungsjahr einschließlich Olympische Spiele und Weltmeisterschaften).
- 1.–3. Platz: Anzahl der Podiumsplatzierungen
- Top 10: Anzahl der Platzierungen unter den ersten zehn (einschließlich Podium)
- Punkteränge: Anzahl der Platzierungen innerhalb der Punkteränge (einschließlich Podium und Top 10)
- Starts: Anzahl gelaufener Rennen in der jeweiligen Disziplin
- Staffel: inklusive Mixed- und Single-Mixed-Staffeln

| Platzierung         | Einzel | Sprint | Verfolgung | Massenstart | Staffel | Gesamt |
| ------------------- | ------ | ------ | ---------- | ----------- | ------- | ------ |
| 1. Platz            |        |        |            |             |         |        |
| 2. Platz            |        |        |            |             |         |        |
| 3. Platz            |        |        |            |             |         |        |
| Top 10              | 1      | 1      |            |             | 9       | 11     |
| Punkteränge         | 4      | 9      | 8          |             | 25      | 46     |
| Starts              | 9      | 27     | 19         |             | 25      | 80     |
| Stand: Karriereende |        |        |            |             |         |        |

### Olympische Winterspiele
Ergebnisse bei Olympischen Winterspielen:
| Olympische Winterspiele | Olympische Winterspiele | Einzel | Sprint | Verfolgung | Massenstart | Staffel | Mixedstaffel |
| Jahr                    | Ort                     | Einzel | Sprint | Verfolgung | Massenstart | Staffel | Mixedstaffel |
| ----------------------- | ----------------------- | ------ | ------ | ---------- | ----------- | ------- | ------------ |
| 2018                    | Pyeongchang             | 40.    | 28.    | 74.        | –           | 10.     | 11.          |

### Weltmeisterschaften
Ergebnisse bei Biathlon-Weltmeisterschaften
| Weltmeisterschaften | Weltmeisterschaften | Einzel | Sprint | Verfolgung | Massenstart | Staffel | Mixedstaffel |
| Jahr                | Ort                 | Einzel | Sprint | Verfolgung | Massenstart | Staffel | Mixedstaffel |
| ------------------- | ------------------- | ------ | ------ | ---------- | ----------- | ------- | ------------ |
| 2015                | Kontiolahti         | 84.    | 51.    | 56.        | –           | 9.      | –            |
| 2016                | Oslo                | 20.    | 50.    | 42.        | –           | 15.     | 11.          |
| 2017                | Hochfilzen          | 18.    | 65.    | –          | –           | 16.     | 13.          |